# Bárbara Palacios
Bárbara Palacios Teyde de Manrique (Madrid, 9 de diciembre de 1963) es una presentadora de televisión, escritora, exmodelo ganadora del título Miss Universo 1986

## Biografía

### Infancia
Sus padres son los actores Jorge Palacios y Bárbara Teyde de origen español nacionalizados venezolanos. Se trasladaron a Caracas,  Venezuela a mediados de la década de 1960, cuando Palacios tenía un año y medio, y que, según las leyes de la época del país sudamericano, era considerada venezolana de nacimiento.
Según relata en su libro Atrévete a  ser Bárbara (2019), fue miembro de una «familia disfuncional», con situaciones de violencia doméstica, en donde tuvo una niñez y adolescencia llena de abusos y maltratos: «Había un abuso en general, había un abuso físico, un golpe, y también abuso verbal y emocional», que cree de alguna manera interrumpió su niñez y adolescencia. También narra que, con apenas seis años, ya portaba una maleta que llenaba de ropa y con la que quería irse de casa. Lloraba mucho y se levantaba en las noches para pedirle a su mamá que llamara a una iglesia para que le diera la dirección de la casa de Dios.

## Concursos de belleza
Su primer acercamiento con el Miss Venezuela ocurrió a sus doce años de edad, cuando en compañía de su madre conocieron al entrenador de reinas de belleza, Osmel Sousa, y este le dijo «tú Barbarita algún día serás Miss Venezuela», a lo que Palacios respondió que nunca participaría. A los 17 años, Sousa volvió a llamarla invitándola a participar, pero descartó el concurso, porque estaba trabajando para pagar sus estudios universitarios y no le interesaba ser una reina de belleza. Sousa no perdió la esperanza, la llamó durante 5 años hasta que la convenció en 1986.
Ya graduada y siendo una ejecutiva de publicidad con 22 años de edad, Palacios representó al Estado Trujillo en la edición de 1986 de Miss Venezuela, realizada en el Teatro Municipal de la ciudad de Caracas. Ganó el concurso y recibió la corona de manos de Silvia Martínez, Miss Venezuela 1985. Su estatura era 1,75 m y sus medidas, 88-58-88 cm. Además, ganó el Miss Sudamérica 1986 en Caracas, Venezuela, donde también se alzó con la banda como Miss Fotogénica Sudamérica y luego fue la tercera venezolana en ganar la corona del Miss Universo, la cual obtuvo en Ciudad de Panamá el 21 de julio de 1986.
En 1992 fue reconocida como Reina de Reinas en la ciudad de Miami. Entre 1990 y 1996, fue la coanimadora del Miss Venezuela, volviendo a aparecer en la edición de 1999 en compañía de otras dos animadoras: Carmen Victoria Pérez y Maite Delgado.
Fue una de las cinco misses Universo que fueron honradas en Miss Universo 2001, realizado en Bayamón, Puerto Rico. Además, en 2016 fue honrada por el Congreso de los EE. UU. como una de las mujeres latinas más influyentes en la comunidad hispana en los EE. UU.
Es licenciada en publicidad y marketing con un máster en teología y psicología. Es fundadora y CEO de Bárbara Palacios Network, creadora de su propia plataforma de los "9 pasos" para guiar a las personas en el logro de un nivel de vida integral, plena de bienestar y fe, y ha escrito los libros La belleza de saber vivir y Lejos de mi sombra, cerca de la luz.

## Vida personal
En la actualidad Bárbara Palacios vive en la ciudad de Miami (EUA) y está casada con el venezolano Víctor Manrique, con quien tiene dos hijos Diego Alfonso y Víctor Tomás ambos nacidos en la ciudad de Caracas. Ha publicado dos libros inspiracionales, La belleza de saber vivir y Lejos de mi sombra, cerca de la luz. Bárbara ha dado diversas entrevistas en las que cuenta el papel de la Biblia en su vida, su experiencia de fe cristiana y habla de tener una relación con Dios y su confianza en Jesucristo como salvador.  Además participó en la campaña Mi Esperanza de la Asociación Evangelística Billy Graham contando su testimonio como cristiana. Es hermana de la actriz venezolana Georgina Palacios.

## Libros
- La belleza de saber vivir (2010)
- Lejos de mi sombra, cerca de la luz (2012)
- Atrévete a ser Bárbara (2019)